# Campionati europei di hockey su pista 1928
Il Campionato europeo di hockey su pista 1928 (in inglese 1928 Rink Hockey European Championship) è stata la terza edizione della massima competizione europea per le rappresentative di hockey su pista maschili maggiori e fu organizzata dalla Fédération Internationale de Roller Sports. La competizione si svolse dal 14 al 18 aprile 1928 a Herne Bay in Inghilterra. 
La vittoria finale è andata alla nazionale dell'Inghilterra che si è aggiudicata il torneo per la terza volta nella sua storia.

## Formula
Il campionato europeo 1928 vide la partecipazione di sei nazionali europee. La manifestazione fu organizzata tramite un girone all'italiana con gare di sola andata; erano assegnati due punti per l'incontro vinto, un punto a testa per l'incontro pareggiato e zero la sconfitta. Al termine del torneo la squadra prima classificata venne proclamata campione d'Europa.

## Squadre partecipanti
| Pr. | Squadra     | Partecipazioni precedenti al torneo |
| --- | ----------- | ----------------------------------- |
| 1   | Belgio      | 2 (1926, 1927)                      |
| 2   | Francia     | 2 (1926, 1927)                      |
| 3   | Germania    | 2 (1926, 1927)                      |
| 4   | Inghilterra | 2 (1926, 1927)                      |
| 5   | Italia      | 2 (1926, 1927)                      |
| 6   | Svizzera    | 2 (1926, 1927)                      |

Nota bene: nella sezione "partecipazioni precedenti al torneo" le date in grassetto indicano la squadra che ha vinto quell'edizione del torneo

## Classifica finale
| Pos | Squadra     | Pt | G | V | N | P | GF | GS | DG  |
| --- | ----------- | -- | - | - | - | - | -- | -- | --- |
| 1.  | Inghilterra | 10 | 5 | 5 | 0 | 0 | 34 | 7  | +27 |
| 2.  | Francia     | 8  | 5 | 4 | 0 | 1 | 20 | 11 | +9  |
| 3.  | Germania    | 5  | 5 | 2 | 1 | 2 | 9  | 18 | -9  |
| 4.  | Svizzera    | 4  | 5 | 1 | 2 | 2 | 7  | 16 | -9  |
| 5.  | Belgio      | 2  | 5 | 1 | 0 | 4 | 8  | 18 | -10 |
| 6.  | Italia      | 1  | 5 | 0 | 1 | 4 | 8  | 16 | -8  |

## Risultati
| Herne Bay 14 aprile 1928 | Inghilterra | 5 – 1 | Italia |  |

| Herne Bay 14 aprile 1928 | Belgio | 1 – 9 | Inghilterra |  |

| Herne Bay 14 aprile 1928 | Francia | 5 – 1 | Svizzera |  |

| Herne Bay 14 aprile 1928 | Germania | 4 – 3 | Italia |  |

| Herne Bay 15 aprile 1928 | Inghilterra | 7 – 1 | Svizzera |  |

| Herne Bay 15 aprile 1928 | Germania | 0 – 5 | Francia |  |

| Herne Bay 15 aprile 1928 | Belgio | 3 – 4 | Francia |  |

| Herne Bay 15 aprile 1928 | Italia | 1 – 1 | Svizzera |  |

| Herne Bay 17 aprile 1928 | Germania | 1 – 8 | Inghilterra |  |

| Herne Bay 17 aprile 1928 | Belgio | 1 – 2 | Svizzera |  |

| Herne Bay 17 aprile 1928 | Francia | 3 – 2 | Italia |  |

| Herne Bay 18 aprile 1928 | Francia | 3 – 5 | Inghilterra | (2000 spett.) |

| Herne Bay 18 aprile 1928 | Germania | 2 – 2 | Svizzera |  |

| Herne Bay 18 aprile 1928 | Germania | 2 – 0 | Belgio |  |

| Herne Bay 18 aprile 1928 | Belgio | 3 – 1 | Italia |  |